# Jim Bowie (comics)
Jim Bowie a connu dans les années 1950 une relative présence dans le domaine des comics. Le personnage s’inscrivant dans la Davy Crockett craze qui suivit la diffusion de la mini-série de Walt Disney.

## Contexte
Personnage historique, Jim Bowie fut tour à tour explorateur, marchand d’esclaves, aventurier et propriétaire terrien et, pour finir, l’un des ultimes défenseurs de Fort Alamo. Dans la Davy Crockett craze qui suivit la mini série de Walt Disney à la télévision puis au cinéma, de nombreux éditeurs américains remirent en vogue ces pionniers coureurs des bois, le plus souvent avec la fameuse veste de trappeur à franges.

Dans ce cadre là, Jim Bowie à la vie plus que tumultueuse, l’inventeur du fameux « bowie knife » c’est lui, avait incontestablement sa place. Assez curieusement, hors les évocations du fameux siège, seuls deux éditeurs mirent en images les aventures –imaginaires- du personnage : Charlton en 1956-57 et Dell en 1958-59. Il faut dire que la chaine ABC avait mis en chantier un nouveau feuilleton de 25 minutes mettant en scène le personnage. C’est l’acteur britannique, Scott Forbes, qui incarnait l’aventurier même si tous les épisodes ou presque se déroulaient à la Nouvelle-Orléans, ce qui expliquait pourquoi le héros était davantage habillé comme un dandy brummellien que comme un coureur des bois.

## Publications

### Charlton Comics
Divers épisodes parus dans cette période chez Charlton seront repris dans le #80 de Gunfighters de septembre 1983. 17 histoires en 89 planches constituent la saga du personnage chez Charlton. Soulignons que l’aspect historique est absolument absent de ces récits. On y voit ainsi régulièrement des revolvers, le fameux six-coups, alors que ceux-ci ont été inventés par Samuel Colt l’année même où mourait Jim Bowie.

#### Jim Bowie (1956-57)
Continue la numérotation de Danger, en oubliant d’ailleurs le #15 ! Il semblerait que la majorité des dessins de cette série soit due à Bill Molno, mais cela reste une supposition et non une certitude. 

#16 (mars 1956)

1.	Race for Survival – 3 planches (dessin : Bill Molno)

2.	Gone to Texas -6 planches (dessin : Bill Molno)

3.	The Road to the Alamo -6 planches (dessin : Rocco Mastroserio)

#17 (août 1956)

4.	The Old Spanish Grant -5 planches

5.	Outlaw Valley -6 planches

6.	Bowie’s Raiders -5 planches

7.	The Rawhiders -4 planches

#18 (janvier 1957)

8.	The Famine of the White Wolf -7 planches (dessin : Bill Molno ?)

9.	Dangerous Enemy -4 planches

10.	Young Jim and the Card Sharks -7 planches (dessin : Bill Molno ?)

#19 (avril 1957)

11.	Colonel Riley's Militia -7 planches (dessin : Bill Molno)

12.	The Mine of Misery -5 planches (dessin : Rocco Mastroserio)

13.	The Contessa's Prisoner -6 planches (dessin : Rocco Mastroserio)

#### Wild Frontier (1956)
Le journal a également comme héros Davy Crockett, Daniel Boone et plus tard Kit Carson et Buffalo Bill.

#4 (juin 1956)

14.	Town for Ransom – 4 planches (dessin : Dick Giordano)

#5 (août 1956)

15.	Attack – 5 planches

#6 (janvier 1957)

16.	Tenderfoot with Feet – 5 planches (dessin : Rocco Mastroserio)

#### Six-Gun Heroes
Une revue de western classique qui visiblement, comme cela a déjà été le cas pour Daniel Boone, liquide les planches déjà exécutées.

#44 (décembre 1957)

17.	Long Shot – 4 planches (dessin : Bill Molno)

### Harvey

#### Western Tales
#33 (Juillet 1956)

1. Jim Bowie Makes a Magic Knife - 7 planches (dessin et scénario : Jack Kirby).

### Dell

#### Walt Disney's Davy Crockett King of the Wild Frontier
#1 (septembre 1955)

C'est le seul numéro de cette revue, laquelle sera rééditée dans les années 1960.

Dessin: Nicholas Firfires 

1.	James Bowie – 4 planches

L'histoire raconte comment Bowie a inventé son fameux couteau.

#### Four Color
#893 (Mars 1958)

Dessin: Bill Ziegler / Scénario : Eric Freiwald et Robert Schaefer

1.	Jim Bowie's Secret – 16 planches

2.	Thieves Paradise – 16 planches. Jim Bowie rencontre Jean Lafitte, le fameux pirate franco-américain (vers 1776-vers 1823). C’est historiquement possible mais hautement spéculatif.

#993 (Mai 1959)

Dessin: Dan Spiegle 

3.	Blade of Guilt – 21 planches

4.	River Bend Renegades – 11 planches 

### Divers éditeurs sur Alamo
Jim Bowie apparaît bien sûr dans ces différents récits au même titre que Davy Crockett ou William Travis avec, selon les auteurs, plus ou moins d’importance.

### Vital Publications
Captain Fortune Presents Davy Crockett at the Alamo -1955

Pas d'autre information sinon que le format est à l'italienne.

### American Comics Group
#37 Young Heroes (juin 1955) 

Frontier Scout -6 pages.

Evocation d’Alamo avec Sam Houston, Davy Crockett et Jim Bowie, même si l’action est centrée sur un personnage fictif, Jim Farnum.

### Dell
#639 Four Color (juillet 1955)

Davy Crockett at the Alamo -34 planches. 

Réédité en 1963 sous le titre King of the Wild Frontier

### Last Gasp
Recuerden el Alamo -1979 

Texte et dessin de Jack Jaxon -38 planches

### Caliber Press
The Siege of the Alamo -1991

Texte et dessin de Shawn Van Briesen -24 planches

### Antarctic Press
The Alamo -2004

Texte et dessin de Rod Espinosa -38 planches